# Junya Tanaka (1983)
Junya Tanaka (田中 淳也 Tanaka Junya?, nacido el 24 de abril de 1983 en Osaka) es un exfutbolista japonés. Jugaba de defensa y su último club fue el Verspah Oita de Japón.

## Trayectoria

### Clubes
| Club             | País  | Año         |
| ---------------- | ----- | ----------- |
| Vissel Kobe      | Japón | 2005        |
| JEF United Chiba | Japón | 2006 - 2008 |
| Sagan Tosu       | Japón | 2007        |
| Verspah Oita     | Japón | 2009 - 2014 |

## Palmarés

### Títulos nacionales
| Título         | Club             | País  | Año  |
| -------------- | ---------------- | ----- | ---- |
| Copa J. League | JEF United Chiba | Japón | 2006 |